# مورگان پیرسون
مورگان پیرسون (انگلیسی: Morgan Pearson؛ زادهٔ ۲۲ سپتامبر ۱۹۹۳) ورزشکار ورزش سه‌گانه است.
وی در مسابقات کشوری و بین‌المللی در مجموع برندهٔ ۱ مدال نقره شده‌است.